# Jeanne Tripier
Jeanne Tripier (Paris, 10 janvier 1869 - Neuilly-sur-Marne, 26 juin 1944) est une artiste connue pour ses dessins et œuvres brodées, et une figure majeure de l'art brut.

## Biographie
Tripier naît en 1869 à Paris. Fille d'un négociant en vins, elle passe son enfance à la campagne avec sa grand-mère. Elle vit à l'âge adulte dans le quartier de Montmartre à Paris, travaillant comme vendeuse dans un grand magasin. À 58 ans, elle développe une passion pour le spiritisme et la divination. En 1934, elle est admise dans un hôpital psychiatrique à Paris.

## Œuvres
Jeanne Tripier mêle image et texte à partir de 50 ans pendant ses états de transe. Elle produit également des pièces de broderie figuratives. Elle attribue ses oeuvres à des entités spirituelles.

## Collections et expositions
L'œuvre de Jeanne Tripier est principalement conservée au musée de la Collection de l'art brut à Lausanne. Ses œuvres ont été prêtées à d'autres institutions pour des expositions, dont l'exposition 2015 Art Brut in America: The Incursion of Jean Dubuffet à l'American Folk Art Museum.

## Reconnaissance
Jean Dubuffet acquiert l'œuvre de Tripier pour sa Collection de l'art brut qui a largement contribué à légitimer ces pratiques artistiques.